# Villiers-le-Sec (Creully-sur-Seulles)
Villiers-le-Sec è un ex comune francese di 285 abitanti situato nel dipartimento del Calvados nella regione della Normandia, ora frazione di Creully sur Seulles.

## Società

### Evoluzione demografica
Abitanti censiti